# Монгелла, Гертруд
Гертруд Ибенгве Монгелла (Гертруда, Гертруде, суахили Gertrude Ibengwe Mongella, урождённая Маканза; родилась 13 сентября 1945 года) — танзанийская политическая и государственная деятельница, бывшая первым председателем (президентом) Панафриканского парламента в 2004—2009 годах и Комиссии Африканского союза в 2003—2008 годах.

## Биография
Монгелла родилась в 1945 году на острове Укереве в современном регионе Мванза. В 1970 году Монгелла окончила Университет Восточной Африки в Дар-эс-Саламе.
В течение четырёх лет она работала в педагогическом колледже Дар-эс-Салама. В 1974 году она стала разработчиком учебных программ для Образовательных институтов Дар-эс-Салама, чем и занималась до 1978 года. В 1975—1982 годах она была членом совета Университета Дар-эс-Салама, а также в это время входила в совет директоров Банка развития сельских районов Танзании. В 1977—1992 годах Монгелла была членом Центрального комитета и Национального исполнительного комитета партии Чама Ча Мапиндузи.
В середине 1970-х годов Монгелла была членом Законодательного собрания Восточной Африки . На протяжении 1980-х и некоторую часть 1990-х годов Монгелла была депутатом парламента Танзании. С 1982 по 1988 год Монгелла была государственным министром в канцелярии премьер-министра, после чего занимала должность министра земель, туризма и природных ресурсов с 1985 по 1987 год. Наконец, с 1987 по 1990 год она была министром без портфеля в администрации президента.

## Международная работа
В 1985 году Монгелла стала заместительницей председателя Всемирной конференции по обзору и оценке достижений Десятилетия женщины ООН. В 1989 году Монгелла была представительницей Танзании в Комиссии по положению женщин. С 1990 по 1993 год она входила в попечитльский совет Международного научно-исследовательского и учебного института по улучшению положения женщин (INSTRAW).
С 1991 по 1992 год Монгелла была Верховным комиссаром Танзании в Индии, а в 1995 году была назначена помощником генерального секретаря ООН и генеральным секретарём Четвёртой Всемирной конференции по положению женщин в Пекине. В 1996—1997 годах Монгелла была заместительницей генсека ООН и Специальным посланником Генерального секретаря Организации Объединённых Наций по вопросам женщин и развития.
В 1996 году она была членом консультативной группы при Генеральном директоре ЮНЕСКО по итогам Пекинской конференции в Африке к югу от Сахары. В том же году она стала членом правления Агентства по сотрудничеству и исследованиям в области развития в Лондоне, Проекта «Голод» в Нью-Йорке и Университета ООН в Токио, а также в президентом организации по защите прав женщин в Африке. В 1997 году Монгелла был старшим советником исполнительного секретаря Экономической комиссии для Африки по гендерным вопросам.
В 1998 году в Организации африканского единства Монгелла была избрана в Комитет женщин за мир и развитие, В 1999 году вошла в «Совет будущего», ЮНЕСКО в Париже. В 2000 году прошла в парламент Танзании по избирательному округу Укереве. В 2002 году Монгелла была членом Региональной целевой группы Всемирной организации здравоохранения по репродуктивному здоровью в Африканском регионе, а также руководила группой наблюдателей ОАЕ на президентских выборах в Зимбабве. В 2003 году она стала послом доброй воли ВОЗ в Африканском регионе. В 2004 году избрана членом и президентом Панафриканского парламента. В 2005 году Университет Джорджии наградил её Премией Дельты за глобальное понимание. В феврале 2008 года она была назначена председателем Международного консультативного совета Африканской организации прессы (APO). Монгелла также является членом Совета будущего мира.